# Gloria de un día
Gloria de un día es una película del año 1933 con actuación de Katharine Hepburn, Douglas Fairbanks Jr., y Adolphe Menjou. Dirigida por Lowell Sherman, esta película es una adaptación de la obra homónima de Zoe Akins. Katharine Hepburn ganó el Oscar a la mejor actriz.

## Trama
Una actriz que actúa en un teatro de poca repercusión que sueña con triunfar en Broadway va a audiciones para probar su suerte y así poder triunfar, pero al tener en las audiciones a actrices de más categoría y experiencia que ella casi nunca la probaban. Entonces se encuentra con un profesor de teatro que le promete enseñarle.
Próximo a eso, ella consigue un pequeño papel en una obra en Broadway en donde la actriz principal se comienza a quejar de su bajo salario exigiendo un aumento, pero al no dárselo, esta renuncia y la obra queda sin protagonista principal. Los productores buscan desesperadamente y eligen a la pequeña actriz protagonizada por Hepburn que va a ser un reemplazo, y a gran velocidad aprende todas sus líneas y sale al escenario a dar una actuación que quedará plasmada en la historia.

## Elenco
- Katharine Hepburn ...  Eva Lovelace
- Douglas Fairbanks Jr. ...  Joseph Sheridan
- Adolphe Menjou ...  Louis (Lewis) Easton

## Premios

### Oscars
| Categoría               | Persona           | Resultado |
| ----------------------- | ----------------- | --------- |
| Óscar a la mejor actriz | Katharine Hepburn | Ganadora  |